# Soner Ergençay
Soner Ergençay (* 25. August 1988 in Urla) ist ein türkischer Fußballspieler.

## Karriere

### Verein
Ergençay begann mit dem Vereinsfußball in der Jugend seines Heimatvereins Urla Gençlikspor. Hier wurde er für die türkische U-16-Nationalmannschaft nominiert und fiel durch diese Nominierung den größeren Vereinen auf. So verpflichtete ihn der Istanbuler Traditionsverein Beşiktaş für seine Reservemannschaft. 2005 erhielt er bei Beşiktaş einen Profivertrag, spielte aber weiterhin zwei Jahre für die Reservemannschaft. 2007 nahm er am vorsaisonlichen Vorbereitungscamp der Profimannschaft teil und wurde anschließend an İnegölspor ausgeliehen. Nach İnegölspor verbrachte Ergençay noch vier weitere Ausleihstationen bei diversen Dritt- bzw. Zweitligisten.
Im Sommer verließ Ergençay schließlich Beşiktaş und heuerte beim Drittligisten Adana Demirspor an. Mit diesem Verein erreichte er in der Drittligasaison 2011/12 den Playoffsieg der Liga und damit den Aufstieg in die TFF 1. Lig. 
Zur Saison 2012/13 wechselte er zum Zweitligisten Gaziantep Büyükşehir Belediyespor.

### Nationalmannschaft
Ergençay durchlief die türkische U-16 und die U-17-Nationalmannschaft.

## Erfolge
Mit Adana Demirspor
- Playoff-Sieger der TFF 2. Lig und Aufstieg in die TFF 1. Lig: 2011/12